# Abimbola Abolarinwa
Abimbola Ayodeji Abolarinwa (sinh k. 1979, là một bác sĩ người Nigeria được coi là bác sĩ tiết niệu nữ đầu tiên ở Nigeria.

## Đời sống
Sinh ra ở Anh, Vương quốc Anh có mẹ là luật sư và cha là sĩ quan và bác sĩ phẫu thuật của Không quân Nigeria; Abolarinwa là một người gốc Illofa, một vùng ngoại ô thuộc khu vực chính quyền địa phương Oke Ero của bang Kwara. Cô đã học tiểu học tại Trường tiểu học Không quân, Kaduna và giáo dục trung học tại Trường Quân sự Nữ Không quân, Jos trước khi cô tiếp tục học Y khoa tại Đại học Ibadan, Ibadan, tốt nghiệp năm 2004. Sau khi tốt nghiệp, cô đã thực tập tại Bệnh viện Không quân Nigeria, Ikeja, Bang Lagos và sau đó hoàn thành dịch vụ Quân đoàn Thanh niên Quốc gia bắt buộc, Bệnh viện Tham khảo Quân đội Nigeria, Kaduna nơi cô làm nhân viên y tế. Năm 2009, cô được tuyển dụng bởi Bệnh viện giảng dạy Đại học bang Lagos, nơi cô hiện đang làm việc, để đào tạo nội trú về phẫu thuật. Vào tháng 10 năm 2013, cô đã trở thành một bác sĩ tiết niệu được chứng nhận sau khi cô vượt qua kỳ thi Phần 2 của Đại học Phẫu thuật Tây Phi.